# Alec Burks
Pour les articles homonymes, voir Burks.
Alec Burks, né le 20 juillet 1991 à Grandview dans le Missouri, est un joueur américain de basket-ball évoluant au poste d'arrière voire d'ailier.

## Biographie

### Carrière universitaire
Entre 2009 et 2011, il joue pour les Buffaloes du Colorado.

### Carrière professionnelle

#### Jazz de l'Utah (2011-2018)
Alec Burks est choisi en douzième position lors de la draft 2011 par le Jazz de l'Utah.
Après deux saisons où il est remplaçant, il devient l'arrière titulaire de l'équipe lors de la saison 2013-2014. En décembre 2014, une blessure à l'épaule met fin à sa saison 2014-2015.

#### Cavaliers de Cleveland (2018-2019)
Le 28 novembre 2018, il est envoyé aux Cavaliers de Cleveland en échange de Kyle Korver.

#### Kings de Sacramento (2019)
Le 6 février 2019, il est envoyé aux Kings de Sacramento.

#### Warriors de Golden State (2019-2020)
Le 1er juillet 2019, il s'engage avec le Thunder d'Oklahoma City. Alors que tout semblait fait, le 8 juillet 2019, il prend finalement la direction des Warriors de Golden State.

#### 76ers de Philadelphie (2020)
Le 6 février 2020, il est envoyé aux 76ers de Philadelphie en compagnie de son coéquipier Glenn Robinson III.

#### Knicks de New York (2020-2022)
À l'intersaison 2020, il signe pour un an et 6 millions de dollars avec les Knicks de New York.
Lors du marché des agents libres de 2021, il re-signe avec les Knicks pour un contrat de 30 millions de dollars sur trois ans.

#### Pistons de Détroit (2022-2024)
Fin juin 2022, Il est échangé aux Pistons de Détroit avec Nerlens Noel, deux seconds tours de draft et une compensation financière.

#### Knicks de New York (2024)
En février 2024, avec Bojan Bogdanović, il est transféré aux Knicks de New York en échange d'Evan Fournier, Quentin Grimes, Ryan Arcidiacono et Malachi Flynn.

#### Heat de Miami (depuis 2024)
En juillet 2024, il signe avec le Heat de Miami pour une saison.

## Statistiques

### Universitaires
| Saison    | Équipe   | Matchs | Titul. | Min./m | % Tir | % 3pts | % LF | Rbds/m. | Pass/m. | Int/m. | Ctr/m. | Pts/m. |
| --------- | -------- | ------ | ------ | ------ | ----- | ------ | ---- | ------- | ------- | ------ | ------ | ------ |
| 2009-2010 | Colorado | 30     | 30     | 30,2   | 53,7  | 35,2   | 77,2 | 5,00    | 1,77    | 1,17   | 0,40   | 17,07  |
| 2010-2011 | Colorado | 38     | 37     | 31,4   | 46,9  | 29,2   | 82,5 | 6,50    | 2,95    | 1,08   | 0,32   | 20,50  |
| Carrière  | Carrière | 68     | 67     | 30,9   | 49,5  | 31,3   | 80,4 | 5,84    | 2,43    | 1,12   | 0,35   | 18,99  |

### Professionnelles

#### Saison régulière NBA
| Saison    | Équipe       | Matchs | Titul. | Min./m | % Tir | % 3pts | % LF | Rbds/m. | Pass/m. | Int/m. | Ctr/m. | Pts/m. |
| --------- | ------------ | ------ | ------ | ------ | ----- | ------ | ---- | ------- | ------- | ------ | ------ | ------ |
| 2011-2012 | Utah         | 59     | 0      | 15,9   | 42,9  | 33,3   | 72,7 | 2,24    | 0,93    | 0,46   | 0,08   | 7,20   |
| 2012-2013 | Utah         | 64     | 0      | 17,8   | 42,0  | 35,9   | 71,3 | 2,27    | 1,44    | 0,55   | 0,20   | 7,05   |
| 2013-2014 | Utah         | 78     | 12     | 28,1   | 45,7  | 35,0   | 74,8 | 3,29    | 2,72    | 0,88   | 0,18   | 13,96  |
| 2014-2015 | Utah         | 27     | 27     | 33,3   | 40,3  | 38,2   | 82,2 | 4,22    | 3,04    | 0,63   | 0,19   | 13,85  |
| 2015-2016 | Utah         | 31     | 3      | 25,7   | 41,0  | 40,5   | 75,2 | 3,52    | 2,03    | 0,58   | 0,13   | 13,29  |
| 2016-2017 | Utah         | 42     | 0      | 15,5   | 39,9  | 32,9   | 76,9 | 2,86    | 0,71    | 0,43   | 0,12   | 6,74   |
| 2017-2018 | Utah         | 64     | 1      | 16,5   | 41,1  | 33,1   | 86,3 | 3,00    | 1,05    | 0,58   | 0,12   | 7,72   |
| 2018-2019 | Utah         | 17     | 0      | 15,8   | 41,2  | 37,2   | 86,8 | 1,59    | 1,18    | 0,35   | 0,24   | 8,41   |
| 2018-2019 | Cleveland    | 34     | 24     | 28,8   | 40,0  | 37,8   | 80,6 | 5,47    | 2,88    | 0,74   | 0,47   | 11,65  |
| 2018-2019 | Sacramento   | 13     | 0      | 9,7    | 45,0  | 0,0    | 80,0 | 1,69    | 0,77    | 0,62   | 0,08   | 1,69   |
| 2019-2020 | Golden State | 48     | 18     | 29,0   | 40,6  | 37,5   | 89,7 | 4,71    | 3,15    | 1,04   | 0,35   | 16,10  |
| 2019-2020 | Philadelphie | 18     | 1      | 20,2   | 46,1  | 41,6   | 82,9 | 3,11    | 2,11    | 0,67   | 0,00   | 12,22  |
| 2020-2021 | New York     | 49     | 5      | 25,6   | 42,0  | 41,5   | 85,6 | 4,60    | 2,20    | 0,60   | 0,30   | 12,70  |
| 2021-2022 | New York     | 81     | 44     | 28,6   | 39,1  | 40,4   | 82,2 | 4,90    | 3,00    | 1,00   | 0,30   | 11,70  |
| 2022-2023 | Détroit      | 51     | 8      | 22,0   | 43,6  | 41,4   | 81,4 | 3,10    | 2,20    | 0,70   | 0,20   | 12,80  |
| 2023-2024 | Détroit      | 43     | 0      | 20,9   | 39,4  | 40,1   | 90,3 | 2,60    | 1,60    | 0,50   | 0,30   | 12,60  |
| 2023-2024 | New York     | 23     | 1      | 13,5   | 30,7  | 30,1   | 72,7 | 1,70    | 0,90    | 0,30   | 0,00   | 6,50   |
| Carrière  | Carrière     | 742    | 144    | 22,5   | 41,5  | 38,3   | 80,6 | 3,40    | 2,00    | 0,70   | 0,20   | 10,80  |

Dernière mise à jour le 4 juillet 2024.

#### Playoffs NBA
| Saison   | Équipe       | Matchs | Titul. | Min./m | % Tir | % 3pts | % LF | Rbds/m. | Pass/m. | Int/m. | Ctr/m. | Pts/m. |
| -------- | ------------ | ------ | ------ | ------ | ----- | ------ | ---- | ------- | ------- | ------ | ------ | ------ |
| 2012     | Utah         | 4      | 0      | 15,8   | 25,0  | 0,0    | 85,7 | 2,75    | 0,75    | 0,50   | 0,00   | 6,50   |
| 2018     | Utah         | 9      | 0      | 13,4   | 46,9  | 45,0   | 86,7 | 2,67    | 1,89    | 0,44   | 0,11   | 9,11   |
| 2020     | Philadelphie | 4      | 0      | 23,7   | 32,7  | 18,8   | 77,8 | 3,75    | 1,75    | 0,25   | 0,75   | 10,50  |
| 2021     | New York     | 5      | 0      | 25,6   | 42,9  | 33,3   | 73,7 | 5,00    | 2,60    | 0,20   | 0,00   | 14,00  |
| 2024     | New York     | 6      | 0      | 20,1   | 50,0  | 42,9   | 84,4 | 3,30    | 1,00    | 0,20   | 0,20   | 14,80  |
| Carrière | Carrière     | 28     | 0      | 18,8   | 41,3  | 35,6   | 82,0 | 3,40    | 1,60    | 0,30   | 0,20   | 11,00  |

Dernière mise à jour le 4 juillet 2024.

## Records sur une rencontre en NBA
Les records personnels d'Alec Burks en NBA sont les suivants, :
| Type de statistique        | Saison régulière | Saison régulière            | Saison régulière | Playoffs | Playoffs             | Playoffs     |
| Type de statistique        | Record           | Adversaire                  | Date             | Record   | Adversaire           | Date         |
| -------------------------- | ---------------- | --------------------------- | ---------------- | -------- | -------------------- | ------------ |
| Points                     | 34               | 3 fois                      | 3 fois           | 27       | Hawks d'Atlanta      | 23 mai 2021  |
| Paniers marqués            | 13               | Nuggets de Denver           | 13 janvier 2014  | 9        | Hawks d'Atlanta      | 23 mai 2021  |
| Paniers tentés             | 23               | @ Trail Blazers de Portland | 20 janvier 2020  | 16       | Celtics de Boston    | 23 août 2020 |
| Paniers à 3 points réussis | 8                | Wizards de Washington       | 15 janvier 2024  | 3        | 3 fois               | 3 fois       |
| Paniers à 3 points tentés  | 13               | Hornets de Charlotte        | 30 mars 2022     | 8        | Celtics de Boston    | 23 août 2020 |
| Lancers francs réussis     | 14               | 2 fois                      | 2 fois           | 6        | Hawks d'Atlanta      | 23 mai 2021  |
| Lancers francs tentés      | 16               | @ Warriors de Golden State  | 6 avril 2014     | 8        | Hawks d'Atlanta      | 23 mai 2021  |
| Rebonds offensifs          | 5                | Bucks de Milwaukee          | 14 décembre 2018 | 3        | 2 fois               | 2 fois       |
| Rebonds défensifs          | 13               | Thunder d'Oklahoma City     | 18 novembre 2014 | 6        | 2 fois               | 2 fois       |
| Rebonds totaux             | 14               | Thunder d'Oklahoma City     | 18 novembre 2014 | 8        | Hawks d'Atlanta      | 26 mai 2021  |
| Passes décisives           | 9                | 2 fois                      | 2 fois           | 6        | @ Rockets de Houston | 2 mai 2018   |
| Interceptions              | 5                | 3 fois                      | 3 fois           | 1        | 8 fois               | 8 fois       |
| Contres                    | 3                | 3 fois                      | 3 fois           | 2        | Celtics de Boston    | 23 août 2020 |
| Balles perdues             | 6                | 2 fois                      | 2 fois           | 3        | @ Rockets de Houston | 2 mai 2018   |
| Minutes jouées             | 43               | Bulls de Chicago            | 2 décembre 2021  | 32       | @ Rockets de Houston | 8 mai 2018   |

- Double-double : 9
- Triple-double : 0

Dernière mise à jour : 16 août 2022

## Salaires
| Année       | Équipe       | Salaire      |
| ----------- | ------------ | ------------ |
| 2011-2012   | Utah         | 2 020 200 $  |
| 2012-2013   | Utah         | 2 171 640 $  |
| 2013-2014   | Utah         | 2 202 000 $  |
| 2014-2015   | Utah         | 3 034 356 $  |
| 2015-2016   | Utah         | 9 213 484 $  |
| 2016-2017   | Utah         | 10 154 495 $ |
| 2017-2018   | Utah         | 10 845 506 $ |
| 2018-2019   | Sacramento   | 11 536 515 $ |
| 2019-2020   | Philadelphie | 2 320 044 $  |
| 2020-2021   | New York     | 6 000 000 $  |
| 2021-2022   | New York     | 9 536 000 $  |
| 2022-2023   | Détroit      | 10 012 800 $ |
| Total Gains | Total Gains  | 79 047 040 $ |
| 2023-2024   | Détroit      | 10 489 600 $ |